# L.O.V.E.
«L.O.V.E.» —en español: "A.M.O.R."— es una canción de la cantante pop rock estadounidense Ashlee Simpson, lanzada el 16 de diciembre de 2005 como segundo sencillo de su segundo álbum I am me. Únicamente está disponible como descarga en los Estados Unidos, la canción debutó en la posición 78 en el Billboard Hot 100, de esta manera la cantante ha colocado sus primeros cinco sencillos dentro del Hot 100, donde llegó hasta la posición número 22.

## Información de la canción
Como todas las pistas de I am me, L.O.V.E. fue escrito por Ashlee Simpson, Kara DioGuardi, y John Shanks, y producido por Shanks. La canción estaba destinada a ser el primer sencillo del nuevo disco, pero Boyfriend ganó la batalla. En esta nueva canción Ashlee trata acerca de si su novio realmente la quiere, pero ella no pierde la esperanza, mientras esté con sus amigas todo saldrá bien, también habla acerca de la magia del amor.

### Video musical
El videoclip de L.O.V.E. muestra escenas de Ashlee Simpson en una fiesta en casa de una amiga, antes de eso mira el teléfono y su novio aún no ha llamado, lanza el celular al inodoro y se dirige a la reunión. En la casa baila, canta y se divierte con sus amigas y el resto de los invitados. También se puede ver a Ashlee con su cabello rubio y con un nuevo corte, tratando de dejar huella en el mundo de la moda.
En el programa de MTV TRL alcanzó la máxima posición: el puesto número uno en 10 ocasiones, permaneció en el conteo 44 días, si hubiese llegado a los 50 días se hubiera mandado oficialmente al retiro.

## Recepción
"L.O.V.E." debutó en la posición número 78 en la lista  Billboard Hot 100 de los Estados Unidos, siete semanas después logró alcanzar la posición número 22, convirtiéndose en el quinto sencillo de Simpson en alcanzar el top 40 de dicha lista. En las radios estadounidense la canción le fue moderadamente bien, alcanzado la posición 20 en Mainstream Top 40.
En Australia, la canción fue todo un éxito, convirtiéndose el cuarto top 10, de Ashlee en esta país, al posicionarse en la posición número 5. Al igual que en Australia, en Nueva Zelanda, "L.O.V.E." obtuvo gran aceptación consiguiendo su segundo top 20, la llegar a posicionarse en el número 12 de la lista  (Recorded Music NZ).

## Lista de canciones
Estados Unidos promo CD
1. "L.O.V.E." (Missy Underground Mix) 3:26
2. "L.O.V.E." (Missy Underground Mix Instrumental) 3:20
3. "L.O.V.E." (Missy Underground Mix Acapela) 3:15
4. "L.O.V.E." (Versión Álbum) 2:33

Australia CD

1. "L.O.V.E."
2. "L.O.V.E." (Missy Underground Mix) con Missy Elliott
3. "Boyfriend" (Frantic Remix)
4. "L.O.V.E." (Video)

Alemania promo CD

1. "L.O.V.E."
2. "L.O.V.E." (Missy Underground Mix) 3:26

## Listas
| Listas (2006)                      | Posición |
| ---------------------------------- | -------- |
| Australia (ARIA)                   | 5        |
| Estados Unidos (Billboard Hot 100) | 22       |
| Estados Unidos (Hot Digital Songs) | 8        |
| Estados Unidos (Top 40 Mainstream) | 27       |
| Nueva Zelanda (Recorded Music NZ)  | 12       |
| Rumanía (Romanian Top 100)         | 43       |
| Hungría (Rádiós Top 40)            | 6        |

### Trayectoria en las Listas
| Posición | 78 | 76 | 56 | 36 | 36 | 33 | 22 | 27 | 28 | 28 | 30 | 45 | 50 | 61 | 67 | 72 | 87 | 92 |

| Posición | 5 | 7 | 9 | 11 | 14 | 14 | 15 | 16 | 18 | 21 | 28 | 36 | 44 | 43 | 46 |